# Гиленсон, Борис Александрович
Бори́с Алекса́ндрович Гиленсо́н (21 января 1932, Москва, СССР — 20 декабря 2018, Москва, Россия) — советский и российский литературовед, специалист по американской литературе XX века, античной литературе и зарубежной литературе конца XIX — начала XX века. Доктор филологических наук, профессор, заслуженный деятель науки РСФСР (1992), заслуженный профессор МПГУ.

## Биография
Окончил романо-германское отделение филологического факультета МГУ им. М. В. Ломоносова (1954) по специальности «Английский язык и литература». Специалист в области истории литературы США.
Заведовал секцией зарубежной литературы кафедры зарубежной филологии Московского педагогического государственного университета.
Профессор Университета Российской академии образования.
Действительный член Международной академии информатизации.
Автор более 750 научных работ.
Жена — Метлина София Ивановна — доцент, кандидат педагогических наук. Дочь — Наталия Метлина, журналистка, теле- и радиоведущая.

## Основные работы
- Октябрь в литературе США. 1917—1920 (1968).
- Америка Синклера Льюиса. — М, 1972.
- Американская литература 30-х гг. XX века. — М., 1974.
- Социалистическая традиция в литературе США. — М., 1975.
- В поисках «другой Америки». Из истории прогрессивной литературы США. — М., 1987.
- Джон Рид. У истоков социалистического реализма в литературе США. — М., 1987.
- Эрнест Хемингуэй. Книга для учащихся старших классов. — М., 1991.
- «Я един со всем человечеством». Роман Хемингуэя «По ком звонит колокол». — Орехово-Зуево, 1993.
- Хемингуэй и его женщины. — М., 1999.
- Античная литература. Древняя Греция. Античная литература. Древний Рим. 2-е изд. — М., 2002.
- Древнегреческая драма классического периода. — М., 2001.
- История американской литературы. — М., 2003. Учебное пособие.
- Марк Твен: Судьба «короля смеха» — М.: Изд-во. МГПУ, 2007.
- История зарубежной литературы конца XIX — начала XX вв. — М.: «Академия», 2008.
- Литература и культура Древнего мира — М.: «Академия», 2008.
- Зарубежная литература XIX в. — М.: «Академия», 2011.
- История зарубежной литературы от античности до середины XIX века: учебник для бакалавров. — М.: Юрайт, 2014.
- История зарубежной литературы конца XIX — первой половины XX века: учебник для бакалавров. — М.: Юрайт, 2014.
- История зарубежной литературы второй половины XX — начала XXI века: учебник для бакалавров. — М.: Юрайт, 2014.
- История зарубежной литературы. Практикум: учебное пособие для академического бакалавриата. — М.: Юрайт, 2015.